# (2596) Vainu Bappu
(2596) Vainu Bappu est un astéroïde de la ceinture principale.

## Description
(2596) Vainu Bappu est un astéroïde de la ceinture principale. Il fut découvert le 19 mai 1979 à La Silla par Richard M. West. Il présente une orbite caractérisée par un demi-grand axe de 3,03 UA, une excentricité de 0,07 et une inclinaison de 10,3° par rapport à l'écliptique.

## Compléments